# Virtua Cop
Cet article concerne la série de jeux vidéo. Pour le jeu vidéo, voir Virtua Cop (jeu vidéo).
Virtua Cop (バーチャコップ) est une série de jeux vidéo de tir au pistolet issue de la franchise du même nom, développée par Sega-AM2 et éditée par Sega.

## Liste de jeux

### Série principale
- 1994 - Virtua Cop
- 1995 - Virtua Cop 2
- 2003 - Virtua Cop 3

### Compilations
- 1998 - Virtua Cop Special Pack
- 1998 - Virtua Cop 1 - 2 Pack
- 2002 - Virtua Cop: Elite Edition

## Postérité
La série Virtua Cop a influencé un grand nombre de jeux vidéo ; le moteur graphique de ses deux premiers jeux a notamment été utilisé et amélioré pour le développement du premier The House of the Dead.